# Lijst van Duitse ministers van Economische Zaken
Deze pagina bevat een lijst van Duitse ministers van Economie.

## Rijksministers van Economische Zaken van deWeimarrepubliek(1919–1933)
| Nr.   | Rijksminister van Economische Zaken | Rijksminister van Economische Zaken | Rijksminister van Economische Zaken | Ambtstermijn                 | Ambtstermijn     | Partij(en)       | Rijks- kanselier(s)               | Kabinet(ten)  |
| ----- | ----------------------------------- | ----------------------------------- | ----------------------------------- | ---------------------------- | ---------------- | ---------------- | --------------------------------- | ------------- |
| 1     |                                     | Rudolf Wissell                      | Rudolf Wissell (1869–1962)          | 13 februari 1919             | 15 juli 1919     | SPD              | Philipp Scheidemann (1919)        | Scheidemann   |
| 1     | Gustav Bauer (1919–1920)            | Rudolf Wissell                      | Rudolf Wissell (1869–1962)          | 13 februari 1919             | 15 juli 1919     | SPD              | Bauer                             |               |
| 2     | Gustav Bauer (1919–1920)            |                                     | Robert Schmidt                      | Robert Schmidt (1864–1943)   | 15 juli 1919     | 20 juni 1920     | Bauer                             | SPD           |
| 2     | SPD                                 | Hermann Müller (1920)               | Robert Schmidt                      | Robert Schmidt (1864–1943)   | 15 juli 1919     | 20 juni 1920     | Müller I                          |               |
| 3     |                                     | Ernst Scholz                        | Ernst Scholz (1874–1932)            | 25 juni 1920                 | 5 mei 1921       | DVP              | Constantin Fehrenbach (1920–1921) | Fehrenbach    |
| (2)   |                                     | Robert Schmidt                      | Robert Schmidt (1864–1943)          | 10 mei 1921                  | 14 november 1922 | SPD              | Joseph Wirth (1921–1922)          | Wirth I       |
| (2)   | Wirth II                            | Robert Schmidt                      | Robert Schmidt (1864–1943)          | 10 mei 1921                  | 14 november 1922 | SPD              | Joseph Wirth (1921–1922)          |               |
| 4     |                                     |                                     | Johann Becker (1869–1951)           | 22 november 1922             | 13 augustus 1923 | DVP              | Wilhelm Cuno (1922–1923)          | Cuno          |
| 5     |                                     |                                     | Hans von Raumer (1870–1965)         | 13 augustus 1923             | 3 oktober 1923   | DVP              | Gustav Stresemann (1923)          | Stresemann I  |
| 6     |                                     |                                     | Joseph Koeth (1870–1936)            | 6 oktober 1923               | 30 november 1923 | O                | Gustav Stresemann (1923)          | Stresemann II |
| 7     |                                     | Eduard Hamm                         | Eduard Hamm (1881–1944)             | 30 november 1923             | 15 januari 1925  | DDP              | Wilhelm Marx (1923–1925)          | Marx I        |
| 7     | Marx II                             | Eduard Hamm                         | Eduard Hamm (1881–1944)             | 30 november 1923             | 15 januari 1925  | DDP              | Wilhelm Marx (1923–1925)          |               |
| 8     |                                     | Albert Neuhaus                      | Albert Neuhaus (1873–1948)          | 15 januari 1925              | 25 oktober 1925  | DVP              | Hans Luther (1925–1926)           | Luther I      |
| [ 2 ] |                                     | Rudolf Krohne                       | Rudolf Krohne (1876–1953)           | 25 oktober 1925              | 20 januari 1926  | DVP              | Hans Luther (1925–1926)           | Luther I      |
| 9     |                                     | Julius Curtius                      | Julius Curtius (1877–1948)          | 20 januari 1926              | 11 november 1929 | DVP              | Hans Luther (1925–1926)           | Luther II     |
| 9     | Wilhelm Marx (1926–1928)            | Julius Curtius                      | Julius Curtius (1877–1948)          | 20 januari 1926              | 11 november 1929 | DVP              | Marx III                          |               |
| 9     | Wilhelm Marx (1926–1928)            | Julius Curtius                      | Julius Curtius (1877–1948)          | 20 januari 1926              | 11 november 1929 | DVP              | Marx IV                           |               |
| 9     | Hermann Müller (1928–1930)          | Julius Curtius                      | Julius Curtius (1877–1948)          | 20 januari 1926              | 11 november 1929 | DVP              | Müller II                         |               |
| 10    | Hermann Müller (1928–1930)          |                                     | Paul Moldenhauer                    | Paul Moldenhauer (1876–1947) | 11 november 1929 | 24 december 1929 | Müller II                         | DVP           |
| (2)   | Hermann Müller (1928–1930)          |                                     | Robert Schmidt                      | Robert Schmidt (1864–1943)   | 24 december 1929 | 27 maart 1930    | Müller II                         | SPD           |
| 11    |                                     | Hermann Dietrich                    | Hermann Dietrich (1887–1955)        | 30 maart 1930                | 26 juni 1930     | DStP             | Heinrich Brüning (1930–1932)      | Brüning I     |
| [ 4 ] |                                     | Ernst Trendelenburg                 | Ernst Trendelenburg (1882–1945)     | 26 juni 1930                 | 10 oktober 1931  | DStP             | Heinrich Brüning (1930–1932)      | Brüning I     |
| 12    |                                     | Hermann Warmbold                    | Hermann Warmbold (1876–1976)        | 10 oktober 1931              | 6 mei 1932       | O                | Heinrich Brüning (1930–1932)      | Brüning II    |
| [ 4 ] |                                     | Ernst Trendelenburg                 | Ernst Trendelenburg (1882–1945)     | 6 mei 1932                   | 1 juni 1932      | DStP             | Heinrich Brüning (1930–1932)      | Brüning II    |
| (12)  |                                     | Hermann Warmbold                    | Hermann Warmbold (1876–1976)        | 1 juni 1932                  | 30 januari 1933  | O                | Franz von Papen (1932)            | Papen         |
| (12)  | Kurt von Schleicher (1932–1933)     | Hermann Warmbold                    | Hermann Warmbold (1876–1976)        | 1 juni 1932                  | 30 januari 1933  | O                | Schleicher                        |               |

## Rijksministers van Economische Zaken van deNazi-Duitsland(1933–1945)
| Nr.   | Rijksminister van Economische Zaken | Rijksminister van Economische Zaken | Rijksminister van Economische Zaken      | Ambtstermijn                                | Ambtstermijn     | Partij(en)  | Rijks- kanselier(s)                      | Kabinet(ten) |
| ----- | ----------------------------------- | ----------------------------------- | ---------------------------------------- | ------------------------------------------- | ---------------- | ----------- | ---------------------------------------- | ------------ |
| 1     |                                     | Alfred Hugenberg                    | Alfred Hugenberg (1865–1951)             | 30 januari 1933                             | 29 juni 1933     | DNVP        | Adolf Hitler (1933–1945)                 | Hitler       |
| 2     |                                     | Kurt Schmitt                        | SS–Oberführer Kurt Schmitt (1889–1950)   | 29 juni 1933                                | 3 augustus 1934  | NSDAP       | Adolf Hitler (1933–1945)                 | Hitler       |
| 3     |                                     | Hjalmar Schacht                     | Hjalmar Schacht (1877–1970)              | 3 augustus 1934                             | 26 november 1937 | O           | Adolf Hitler (1933–1945)                 | Hitler       |
| 4     |                                     | Hermann Göring                      | Generaloberst Hermann Göring (1893–1946) | 26 november 1937                            | 15 januari 1938  | NSDAP       | Adolf Hitler (1933–1945)                 | Hitler       |
| 5     |                                     | Walther Funk                        | Walther Funk (1890–1960)                 | 15 januari 1938                             | 5 mei 1945       | NSDAP       | Adolf Hitler (1933–1945)                 | Hitler       |
| 5     |                                     | Walther Funk                        | Walther Funk (1890–1960)                 | 15 januari 1938                             | 5 mei 1945       | NSDAP       | Joseph Goebbels (1945)                   | Goebbels     |
| 5     | Lutz Schwerin von Krosigk (1945)    | Walther Funk                        | Walther Funk (1890–1960)                 | 15 januari 1938                             | 5 mei 1945       | NSDAP       | Schwerin von Krosigk (Flensburgregering) |              |
| [ 6 ] | Lutz Schwerin von Krosigk (1945)    |                                     | Albert Speer                             | Hauptbefehlsleiter Albert Speer (1905–1981) | 5 mei 1945       | 23 mei 1945 | Schwerin von Krosigk (Flensburgregering) | NSDAP        |

## Bondsministers van Economische Zaken van deBondsrepubliek Duitsland(1949–heden)
| Nr. | Bondsminister van Economische Zaken Bundesminister für Wirtschaft                            | Bondsminister van Economische Zaken Bundesminister für Wirtschaft                            | Bondsminister van Economische Zaken Bundesminister für Wirtschaft                            | Ambtstermijn                     | Ambtstermijn      | Partij(en)        | Bonds- kanselier(s)              | Kabinet(ten) |
| --- | -------------------------------------------------------------------------------------------- | -------------------------------------------------------------------------------------------- | -------------------------------------------------------------------------------------------- | -------------------------------- | ----------------- | ----------------- | -------------------------------- | ------------ |
| 1   |                                                                                              | Ludwig Erhard                                                                                | Ludwig Erhard (1897–1977)                                                                    | 15 september 1949                | 16 oktober 1963   | O                 | Konrad Adenauer (1949–1963)      | Adenauer I   |
| 1   | Adenauer II                                                                                  | Ludwig Erhard                                                                                | Ludwig Erhard (1897–1977)                                                                    | 15 september 1949                | 16 oktober 1963   | O                 | Konrad Adenauer (1949–1963)      |              |
| 1   | Adenauer III                                                                                 | Ludwig Erhard                                                                                | Ludwig Erhard (1897–1977)                                                                    | 15 september 1949                | 16 oktober 1963   | O                 | Konrad Adenauer (1949–1963)      |              |
| 1   | Adenauer IV                                                                                  | Ludwig Erhard                                                                                | Ludwig Erhard (1897–1977)                                                                    | 15 september 1949                | 16 oktober 1963   | O                 | Konrad Adenauer (1949–1963)      |              |
| 1   | Adenauer V                                                                                   | Ludwig Erhard                                                                                | Ludwig Erhard (1897–1977)                                                                    | 15 september 1949                | 16 oktober 1963   | O                 | Konrad Adenauer (1949–1963)      |              |
| 2   |                                                                                              | Kurt Schmücker                                                                               | Kurt Schmücker (1919–1996)                                                                   | 16 oktober 1963                  | 1 december 1966   | CDU               | Ludwig Erhard (1963–1966)        | Erhard I     |
| 2   | Erhard II                                                                                    | Kurt Schmücker                                                                               | Kurt Schmücker (1919–1996)                                                                   | 16 oktober 1963                  | 1 december 1966   | CDU               | Ludwig Erhard (1963–1966)        |              |
| 3   |                                                                                              | Karl Schiller                                                                                | Karl Schiller (1911–1994)                                                                    | 1 december 1966                  | 7 juli 1972       | SPD               | Kurt Georg Kiesinger (1966–1969) | Kiesinger    |
| 3   | Willy Brandt (1969–1974)                                                                     | Karl Schiller                                                                                | Karl Schiller (1911–1994)                                                                    | 1 december 1966                  | 7 juli 1972       | SPD               | Brandt I                         |              |
| 4   | Willy Brandt (1969–1974)                                                                     |                                                                                              | Helmut Schmidt                                                                               | Helmut Schmidt (1918–2015)       | 7 juli 1972       | 15 december 1972  | Brandt I                         | SPD          |
| 5   | Willy Brandt (1969–1974)                                                                     |                                                                                              | Hans Friderichs                                                                              | Hans Friderichs (1931)           | 15 december 1972  | 7 oktober 1977    | FDP                              | Brandt II    |
| 5   | Walter Scheel (1974)                                                                         |                                                                                              | Hans Friderichs                                                                              | Hans Friderichs (1931)           | 15 december 1972  | 7 oktober 1977    | FDP                              | Brandt II    |
| 5   | Helmut Schmidt (1974–1982)                                                                   | Schmidt I                                                                                    | Hans Friderichs                                                                              | Hans Friderichs (1931)           | 15 december 1972  | 7 oktober 1977    | FDP                              |              |
| 5   | Helmut Schmidt (1974–1982)                                                                   | Schmidt II                                                                                   | Hans Friderichs                                                                              | Hans Friderichs (1931)           | 15 december 1972  | 7 oktober 1977    | FDP                              |              |
| 6   | Helmut Schmidt (1974–1982)                                                                   |                                                                                              | Otto Lambsdorff                                                                              | Graf Otto Lambsdorff (1926–2009) | 7 oktober 1977    | 17 september 1982 | FDP                              |              |
| 6   | Helmut Schmidt (1974–1982)                                                                   | Schmidt III                                                                                  | Otto Lambsdorff                                                                              | Graf Otto Lambsdorff (1926–2009) | 7 oktober 1977    | 17 september 1982 | FDP                              |              |
| 7   | Helmut Schmidt (1974–1982)                                                                   |                                                                                              | Manfred Lahnstein                                                                            | Manfred Lahnstein (1937)         | 17 september 1982 | 1 oktober 1982    | SPD                              |              |
| (6) |                                                                                              | Otto Lambsdorff                                                                              | Graf Otto Lambsdorff (1926–2009)                                                             | 1 oktober 1982                   | 28 juni 1984      | FDP               | Helmut Kohl (1982–1998)          | Kohl I       |
| (6) | Kohl II                                                                                      | Otto Lambsdorff                                                                              | Graf Otto Lambsdorff (1926–2009)                                                             | 1 oktober 1982                   | 28 juni 1984      | FDP               | Helmut Kohl (1982–1998)          |              |
| 8   |                                                                                              | Martin Bangemann                                                                             | Martin Bangemann (1934–2022)                                                                 | 28 juni 1984                     | 10 december 1988  | FDP               | Helmut Kohl (1982–1998)          |              |
| 8   | Kohl III                                                                                     | Martin Bangemann                                                                             | Martin Bangemann (1934–2022)                                                                 | 28 juni 1984                     | 10 december 1988  | FDP               | Helmut Kohl (1982–1998)          |              |
| 9   |                                                                                              | Helmut Haussmann                                                                             | Helmut Haussmann (1943)                                                                      | 10 december 1988                 | 18 januari 1991   | FDP               | Helmut Kohl (1982–1998)          |              |
| 10  |                                                                                              | Jürgen Möllemann                                                                             | Jürgen Möllemann (1945–2003)                                                                 | 18 januari 1991                  | 22 januari 1993   | FDP               | Helmut Kohl (1982–1998)          | Kohl IV      |
| 11  |                                                                                              |                                                                                              | Günter Rexrodt (1941–2004)                                                                   | 22 januari 1993                  | 27 oktober 1998   | FDP               | Helmut Kohl (1982–1998)          | Kohl IV      |
| 11  | Kohl V                                                                                       |                                                                                              | Günter Rexrodt (1941–2004)                                                                   | 22 januari 1993                  | 27 oktober 1998   | FDP               | Helmut Kohl (1982–1998)          |              |
| 12  |                                                                                              | Werner Müller                                                                                | Werner Müller (1946–2019)                                                                    | 27 oktober 1998                  | 22 oktober 2002   | O                 | Gerhard Schröder (1998–2005)     | Schröder I   |
| Nr. | Bondsminister van Economische Zaken en Arbeid Bundesminister für Wirtschaft und Arbeit       | Bondsminister van Economische Zaken en Arbeid Bundesminister für Wirtschaft und Arbeit       | Bondsminister van Economische Zaken en Arbeid Bundesminister für Wirtschaft und Arbeit       | Ambtstermijn                     | Ambtstermijn      | Partij(en)        | Bonds- kanselier(s)              | Kabinet(ten) |
| 13  |                                                                                              | Wolfgang Clement                                                                             | Wolfgang Clement (1940–2020)                                                                 | 22 oktober 2002                  | 22 november 2005  | SPD               | Gerhard Schröder (1998–2005)     | Schröder II  |
| Nr. | Bondsminister van Economische Zaken Bundesminister für Wirtschaft                            | Bondsminister van Economische Zaken Bundesminister für Wirtschaft                            | Bondsminister van Economische Zaken Bundesminister für Wirtschaft                            | Ambtstermijn                     | Ambtstermijn      | Partij(en)        | Bonds- kanselier(s)              | Kabinet(ten) |
| 14  |                                                                                              | Michael Glos                                                                                 | Michael Glos (1944)                                                                          | 22 november 2005                 | 10 februari 2009  | CSU               | Angela Merkel (2005–2021)        | Merkel I     |
| 15  |                                                                                              | Karl-Theodor zu Guttenberg                                                                   | Freiherr Karl-Theodor zu Guttenberg (1971)                                                   | 10 februari 2009                 | 28 oktober 2009   | CSU               | Angela Merkel (2005–2021)        | Merkel I     |
| 16  |                                                                                              | Rainer Brüderle                                                                              | Rainer Brüderle (1945)                                                                       | 28 oktober 2009                  | 16 mei 2011       | FDP               | Angela Merkel (2005–2021)        | Merkel II    |
| 17  |                                                                                              | Philipp Rösler                                                                               | Philipp Rösler (1971)                                                                        | 16 mei 2011                      | 17 december 2013  | FDP               | Angela Merkel (2005–2021)        | Merkel II    |
| 18  |                                                                                              | Sigmar Gabriel                                                                               | Sigmar Gabriel (1959)                                                                        | 17 december 2013                 | 27 januari 2017   | SPD               | Angela Merkel (2005–2021)        | Merkel III   |
| 19  |                                                                                              | Brigitte Zypries                                                                             | Brigitte Zypries (1953)                                                                      | 27 januari 2017                  | 14 maart 2018     | SPD               | Angela Merkel (2005–2021)        | Merkel III   |
| 20  |                                                                                              | Peter Altmaier                                                                               | Peter Altmaier (1958)                                                                        | 14 maart 2018                    | 8 december 2021   | CDU               | Angela Merkel (2005–2021)        | Merkel IV    |
| Nr. | Bondsminister van Economische Zaken en Klimaat Bundesminister für Wirtschaft und Klimaschutz | Bondsminister van Economische Zaken en Klimaat Bundesminister für Wirtschaft und Klimaschutz | Bondsminister van Economische Zaken en Klimaat Bundesminister für Wirtschaft und Klimaschutz | Ambtstermijn                     | Ambtstermijn      | Partij(en)        | Bonds- kanselier(s)              | Kabinet(ten) |
| 21  |                                                                                              | Robert Habeck                                                                                | Robert Habeck (1969)                                                                         | 8 december 2021                  | 6 mei 2025        | B'90/DG           | Olaf Scholz (2021–2025)          | Scholz       |
| Nr. | Bondsminister van Economische Zaken en Energie Bundesminister für Wirtschaft und Energie     | Bondsminister van Economische Zaken en Energie Bundesminister für Wirtschaft und Energie     | Bondsminister van Economische Zaken en Energie Bundesminister für Wirtschaft und Energie     | Ambtstermijn                     | Ambtstermijn      | Partij(en)        | Bonds- kanselier(s)              | Kabinet(ten) |
| 22  |                                                                                              | Katherina Reiche                                                                             | Katherina Reiche (1973)                                                                      | 6 mei 2025                       | heden             | CDU               | Friedrich Merz (2025–heden)      | Merz         |